# Agnetha Fältskog
Agnetha Fältskog   (Jönköping, 5 d'abril de 1950) és una cantant i compositora sueca coneguda sobretot per formar part del grup suec ABBA.

## Abans i després d'ABBA
L'Agnetha va néixer a Jönköping, ciutat de Suècia, i era la gran de dues germanes. Des de petita sempre li agradà la música. Als 17 anys va escriure la cançó "Jag var så kär" (Estava tan enamorada) i va ser número 1 al seu país, el 1967. Va seguir publicant àlbums fins a ser la solista femenina més famosa a Suècia per aquells temps.
L'any 1969 va conèixer en Björn Ulvaeus, cantant, amb qui es va casar l'any 1971. Ambdós formarien una de les parelles integrants d'ABBA. L'any 1980 es van divorciar però van continuar treballant junts intentant que aquella situació no interferís en el grup.
El 1972, l'Agnetha va interpretar també el paper de Maria Magdalena a la versió sueca de l'obra teatral "Jesucrist Superstar".
L'any 1975, quan ja era membre d'ABBA, publicà l'últim disc original en suec, titulat "Elva kvinnor i ett hus".
Després d'ABBA va reprendre la seva carrera en solitari durant un temps, i va treure 3 discos en anglès a la dècada dels 80. Posteriorment es retirà del món de la música i també de la vida pública durant uns quants anys fins que el 2004 va treure l'àlbum My Colouring Book.

## Vida personal
L'Agnetha té dos fills fruit del seu matrimoni amb en Björn Ulvaeus, són la Linda (nascuda el 1973) i en Christian (nascut el 1977). Després del divorci, l'any 1980, encara van seguir treballant junts amb ABBA fins que el grup finalment es dissolgué el 1982.